# سلام عزیزم (فیلم)
سلام عزیزم (به هندی: Hello Darling) فیلمی محصول سال ۲۰۱۰ و به کارگردانی مانوج تیواری است. در این فیلم بازیگرانی همچون گول پاناگ، ایشا کوپیکار، سلینا جایتلی، سانی دئول، جاوید جعفری، دیویا دوتا، چانکی پاندی، سیما بیسواس، ماکش تیواری، وراجش هیجری و آساواری جوشی ایفای نقش کرده‌اند.